# Heinrich Joseph von Collin
Pour les articles homonymes, voir Collin.
Heinrich Joseph von Collin (né à Vienne le 26 décembre 1772 – mort à Vienne le 28 juillet 1811) était un dramaturge autrichien mêlant le baroque au Classicisme de Weimar.

## Biographie
Collin fait des études de droit avant d'entrer au service de l’État en tant que conseiller de la cour (Hofrat) au sein de la commission des crédits. En 1804, sa pièce de théâtre en cinq actes Coriolan est publiée. La première représentation avait eu lieu en 1802 au Burgtheater. Son drame Coriolan (1804) inspira à Beethoven la célèbre ouverture éponyme (Coriolan, 1807) jouée pour la première fois le 5 mars 1807.
D'abord influencée par le classicisme français (Regulus, 1802), son œuvre se rapproche de celle des romantiques allemands : Polyxena, (1804), Balboa (1806), Bianca della Porta (1808). Collin laisse également un cycle de poèmes lyriques, Wehrmannslieder, dédiés aux défenseurs de la liberté autrichienne, et des ballades (Kaiser Max auf der Martinswand, Herzog Leupold vor Solothurn).
Grand ami de Heinrich von Kleist, Collin meurt le 28 juillet 1811. Il est enterré au Cimetière central de Vienne. Son frère Matthäus publie son œuvre intégrale entre 1812 et 1814. Goethe avait reproché à la pièce Regulus le manque de vie des personnages et le caractère statique de l'action et prédit que ses pièces ne lui survivraient pas.
Une rue de Vienne porte son nom.

## Œuvres
- Henrici Josephi Collin Florum arnicae vires et Quaedam de Musti Hordei Usu sive Observationum circa Morbos acutos et chronicos Factarum Pars quarta. Graeffer, Wien 1773 (Edition digitale de la Bibliothèque universitaire de Düsseldorf)
- Regulus, 1802
- Coriolan, 1804
- Polyxena, 1804
- Bianca della Porta, 1807
- Wehrmannslieder, 1808
- Mäon, 1807
- Die Horatier und Curiatier, 1809